# Ingeborg Meijerhoven
Ingeborg Meijerhoven (Amsterdam, 1968-2002) was een Nederlands topkorfbalster. Ze speelde voor het Amsterdamse ROHDA en voor het Nederlands korfbalteam. Meijerhoven overleed in 2002, op 34-jarige leeftijd vanwege een hartstilstand.

## Carrière bij ROHDA
Meijerhoven begon met korfbal bij ROHDA in de jeugd. Ze debuteerde in april 1986 in het 1e team, op 17-jarige leeftijd onder hoofdcoach Rinus Munnikes.
In seizoen 1987-1988 had ROHDA een nieuwe hoofdcoach, namelijk Theo Korporaal. In dit seizoen werd ROHDA in de veldcompetitie net 2e achter, PKC. Hierdoor zat het dicht tegen de finaleplek aan.
In het seizoen erna, 1988-1989 was het wel raak. In de veldcompetitie stond ROHDA na 14 wedstrijden op een gedeelde 1e plek, samen met Oost-Arnhem. Om te bepalen welke ploeg eerste zou worden en zich dus zou plaatsen voor de veldfinale, moest er een beslissingswedstrijd worden gespeeld. Deze werd gespeeld op dinsdag 23 mei 1989 en werd gewonnen door ROHDA. Hierdoor plaatste ROHDA zich voor de veldfinale van 1988 waarin PKC de tegenstander was. In de best-of-3 serie won PKC, waardoor ROHDA uiteindelijk 2e van Nederland werd.
In Seizoen 1989-1990 lukt het ROHDA in de zaalcompetitie net niet om zich te plaatsen voor de finale. ROHDA werd 2e met slechts 1 wedstrijdpunt verschil ten opzichte van Deetos. In de veldcompetitie deed de ploeg het beter en werd in de reguliere competitie 2e in de Hoofdklasse B, wat voldoende was voor plaatsing in de play-offs. In de kruisfinale won ROHDA met 13-12 van DKOD en plaatste zich voor het tweede jaar op rij voor de veldfinale. In de finalereeks (best-of-3) won ROHDA in 2 wedstrijden van Deetos, waardoor het Nederlands kampioen werd.
In het seizoen erna, 1990-1991 deed ROHDA wederom mee om de prijzen. Net als het seizoen ervoor kwam het 1 punt tekort om zich te plaatsen voor de zaalfinale, maar in de veldcompetitie werd ROHDA met 25 punten uit 14 wedstrijden de titelfavoriet. In de kruisfinale won ROHDA met 16-15 van Oost-Arnhem waardoor het wederom in de veldfinale stond. In de best-of-3 serie moest er een derde, beslissende wedstrijd worden gespeeld. Uiteindelijk won Deetos deze laatste wedstrijd met slechts 9-8, waardoor ROHDA zijn veldtitel niet kon prolongeren.
Seizoen 1991-1992 was een onrustig jaar voor ROHDA. Zo werd coach Janne Engelberts tijdens het seizoen vervangen door Anton Poelstra. ROHDA werd 3e in de zaalcompetitie, maar 1e op het veld. In de kruisfinale won ROHDA van Oost-Arnhem, waardoor het voor de 4e jaar op rij in de veldfinale stond. In de best-of-3 serie won ROHDA in 2 wedstrijden van Deetos, waardoor Meijerhoven voor de tweede keer Nederlands kampioen was. Ondanks dat Poelsta zijn team naar de titel had geholpen, mocht hij niet aanblijven als hoofdcoach.
In 1992-1993 deed ROHDA het wederom beter op het veld dan in de zaal. In de zaal werd de ploeg 2e, maar op het veld werd de ploeg 1e en plaatste het zich weer voor de nacompetitie. ROHDA verloor echter de kruisfinale van AKC met 14-12 en stond zodoende met lege handen.
In seizoen 1993-1994 was het wel raak voor ROHDA in de zaalcompetitie. Na jaren als 2e te zijn geëindigd, werd de ploeg nu 1e in de Hoofdklasse A, waardoor het zich plaatste voor de zaalfinale. In de finale won ROHDA met 14-10 van DKOD en was hierdoor eindelijk Nederlands zaalkampioen. Meijerhoven scoorde 2 maal in deze finale. Ook in de veldcompetitie deed ROHDA het goed. Zo plaatste het zich ook voor de veldfinale en konden ze beiden titels in 1 seizoen winnen. In de veldfinale werd echter verloren van Nic..
Na dit seizoen stopte ROHDA icoon René Kruse en ROHDA kreeg het hierna iets lastiger.
ROHDA deed in januari 1995 mee aan de Europacup van '95. De ploeg doorliep de poulefase gemakkelijk , maar kreeg het toch lastig in de finale tegen het Belgische Catba. Uiteindelijk won ROHDA met 23-19, waardoor Meijerhoven ook Europees kampioen werd.
Seizoen 1996-1997 werd een seizoen met 2 gezichten voor de club. In de zaalcompetitie degradeerde ROHDA uit de Hoofdklasse, maar in de veldcompetitie miste de ploeg net de play-offs. 
De afwezigheid in de zaal op het hoogste niveau duurde slechts 1 jaar, want in seizoen 1997-1998 werd ROHDA kampioen en promoveerde terug naar de Hoofdklasse. In de veldcompetitie werd ternauwernood degradatie uit de Hoofdklasse vermeden. Hier was wel een beslissingsduel tegen Fortuna voor nodig. ROHDA won deze beslissingswedstrijd en zodoende degradeerde Fortuna.
Seizoen 1998-1999 was voor ROHDA teleurstellend. De ploeg was in de zaal weer terug in de Hoofdklasse, maar de ploeg verzamelde slechts 5 punten. Hierdoor degradeerde de ploeg alsnog. In de veldcompetitie gebeurde hetzelfde ; met slechts 5 punten was ook daar degradatie een feit.
In seizoen 1999-2000 lukt het ROHDA om in de veldcompetitie weer terug te promoveren naar de Hoofdklasse.
Voor Meijerhoven was seizoen 2000-2001 haar laatste. In dit seizoen was de ploeg in de veldcompetitie weer terug in de Hoofdklasse, maar in de zaal niet. In de veldcompetitie werd weer slechts 5 punten behaald en degradeerde ROHDA wederom.
Meijerhoven deed afstand van topkorfbal en ging op lager niveau spelen. Ze overleed aan een hartstilstand in 2002, slechts 1 jaar na haar afscheid aan de topsport.

## Erelijst
- Nederlands kampioen veldkorfbal, 2x (1990, 1992)
- Nederlands kampioen zaalkorfbal, 1x (1994)
- Europacup kampioen zaalkorfbal, 1x (1995)

## Oranje
Meijerhoven speelde 18 officiële interlands met het Nederlands korfbalteam.